# Bartolomeo d'Avanzo
Bartolomeo d'Avanzo (Avella, 3 luglio 1811 – Avella, 20 ottobre 1884) è stato un cardinale e vescovo cattolico italiano.

## Biografia
Nacque ad Avella il 3 luglio 1811 dal medico don Bartolomeo d'Avanzo e da donna Caterina Borzelli. Compì gli studi al seminario di Nola e divenne sacerdote per la diocesi di quella città il 20 settembre 1834.
Il 18 marzo 1851 fu eletto vescovo di Castellaneta e fu consacrato vescovo il 28 dello stesso mese.
Il 13 luglio 1860 fu trasferito alle diocesi unite di Calvi e Teano, mantenendo tuttavia la conduzione della diocesi precedente come amministratore apostolico.
Dal 1860 al 1866 al vescovo d'Avanzo fu impedito l'ingresso in diocesi, perché sprovvisto del placet governativo. Da Sorrento, dove risiedeva in esilio, condusse una battaglia contro la massoneria e dopo l'ingresso in diocesi dovette insistere per la riapertura dei seminari.
Difese con convinzione il dogma dell'infallibilità pontificia durante il Concilio Vaticano I.
Papa Pio IX lo elevò al rango di cardinale nel concistoro del 3 aprile 1876 e lo stesso giorno ricevette il titolo di cardinale presbitero di Santa Susanna.
Partecipò al conclave del 1878 che elesse papa Leone XIII.
Morì all'età di 73 anni e la sua salma fu inumata nella tomba di famiglia del cimitero di Avella. Suoi fratello fu il noto medico Martino d'Avanzo.

## Genealogia episcopale e successione apostolica
La genealogia episcopale è:
- Cardinale Scipione Rebiba
- Cardinale Giulio Antonio Santori
- Cardinale Girolamo Bernerio, O.P.
- Arcivescovo Galeazzo Sanvitale
- Cardinale Ludovico Ludovisi
- Cardinale Luigi Caetani
- Cardinale Ulderico Carpegna
- Cardinale Paluzzo Paluzzi Altieri degli Albertoni
- Papa Benedetto XIII
- Papa Benedetto XIV
- Papa Clemente XIII
- Cardinale Marcantonio Colonna
- Cardinale Giacinto Sigismondo Gerdil, B.
- Cardinale Giulio Maria della Somaglia
- Cardinale Carlo Odescalchi, S.I.
- Cardinale Costantino Patrizi Naro
- Cardinale Bartolomeo d'Avanzo

La successione apostolica è:
- Vescovo Michele Mautone (1876)
- Vescovo Francesco Macarone (1877)